# Hong Moh
Die Hong Moh in manchen Quellen auch Kong Koh oder Kong Moh war ein 1881 in Dienst gestelltes Fracht- und Passagierschiff der Reederei Heap Eng Moh Steamship Line in Singapur, bei dessen Untergang im Jahre 1921 über 1.000 Passagiere zu Tode kamen.

## Das Schiff
Das kombinierte Fracht- und Passagierdampfschiff wurde am 5. September 1881 als City of Calcutta bei der Werft Charles Connell & Company in Scotstoun, Glasgow, Schottland unter der Baunummer 125 zu Wasser gelassen. Auftraggeber war das Glasgower Unternehmen G. Smith & Sons, die es für die City Line Ltd. bereederten. Das aus Eisen gebaute Schiff hatte drei Decks und war mit elektrischem Licht ausgestattet. Außer seiner Zweizylinder-Verbunddampfmaschine vom Maschinenhersteller J. & J. Thomson in Glasgow hatte es noch drei Masten mit Besegelung. Bis 1902 wurde die City of Calcutta im Asiendienst der City Line beschäftigt, bevor sie an die zum Reisgroßhändler und Reedereieigner Oei Tiong Ham gehörende Heap Eng Moh Steamship Line verkauft wurde (nächster Eigner laut anderer Quelle: Lim Ho Puah). Diese in Singapur ansässige Reederei benannte das Schiff in Hong Moh um und besetzte es mit europäischen, meist britischen Offizieren sowie chinesischer Mannschaft, beließ es aber weiterhin unter britischer Flagge und im gleichen Fahrtgebiet.
Am 3. Oktober 1918 kollidierte die City of Calcutta in der Irischen See mit dem britischen Passagierschiff Burutu (3.863 BRT). Beide Schiffe fuhren aufgrund des noch andauernden Ersten Weltkriegs abgedunkelt. Die Burutu sank infolge des Zusammenstoßes; 148 Menschen kamen ums Leben.

## Untergang
Anfang März 1921 war die Hong Moh unter dem Kommando von Kapitän Henry William Holmes unterwegs auf einer Reise von Singapur nach Swatow und Amoy. Der Dampfer war beladen mit 30.000 Sack Reis und hatte außer seiner Besatzung etwa 1.100 chinesische Passagiere an Bord. Die Passagiere stammten überwiegend aus den Regionen um die anzulaufenden Häfen Swatow und Amoy. Es kam schon während der Reise unter den Passagieren immer wieder zu Streit und schweren Schlägereien zwischen den verfeindeten Teilen der Chaochow-Chinesen aus Swatow und den Hokkien-Chinesen aus Amoy. Obwohl der genaue Grund für die Zwistigkeiten unbelegt ist, lässt sich mutmaßen, dass der offensichtliche Grund des Zwists, hier wie schon auf anderen Reisen, im stark konkurrierenden Reishandel beider Regionen zu suchen war.
Bei Erreichen der Reede von Swatow am 3. März 1921 (laut anderer Quelle 18. März 1921) wurde ein Hafenlotse an Bord genommen, der ein Anlaufen des Hafens mit dem etwa sieben Meter tief gehenden Schiff aufgrund der zu dem Zeitpunkt mangelnden Wassertiefe über der Barre vor dem Hafen aber ablehnte. Als die Schiffsführung den Swatow-Chinesen mitteilte, dass man daher zuerst nach Amoy weiterfahren müsse, eskalierte die Situation an Bord vollends. Es brach zwischen den verfeindeten Passagiergruppen eine unkontrollierte Massenschlägerei aus, die wohl bereits zu einer größeren Anzahl von Toten geführt hätte, da die Beteiligten sich mit Messern, Beilen und sogar Äxten angriffen. Die Schiffsbesatzung verschanzte sich, mit Gewehren und Heißwasserschläuchen bewaffnet, zunächst im Vorschiff und versuchte von dort aus die Situation wieder unter Kontrolle zu bringen. Das führerlose Fahrzeug geriet unterdessen auf die Lamock Island vorgelagerten White Rocks, wobei der Schiffskörper aufriss. Das Schiff begann daraufhin zu sinken, was die erbitterten Kämpfe auf dem Schiff weiter verschärfte, da im nun herrschenden Chaos auch noch eine Panik ausbrach und um die Rettungsmittel an Bord gefochten wurde, wobei ohne Hilfe der Mannschaft kein Aussetzen der Rettungsboote, geschweige denn ein geordnetes Besetzen derselben möglich war. Die wenigen Rettungsboote, die nicht durch die Kämpfe zerstört wurden, kenterten aufgrund des Massenansturms meist beim Zuwasserlassen oder kurz darauf im hohen Schwell, welcher die Boote an der Seite des sinkenden Schiffes zertrümmerte. Die meisten Überlebenden gehörten zur Besatzung, der es schließlich gelang, zumindest ein Boot sicher ins Wasser zu bekommen. Kapitän Holmes ertrank jedoch.